# SN 2003li
SN 2003li – supernowa typu Ia odkryta 13 grudnia 2003 roku w galaktyce A022747-0733. W momencie odkrycia miała maksymalną jasność 22,80m.